# Polaris (relato)
Polaris es un relato fantástico del escritor norteamericano H. P. Lovecraft, escrito en 1918 y publicado por primera vez en diciembre de 1920 en la revista de aficionados The Philosopher.

## Argumento
Sentado en el alféizar de la ventana norte de su estancia, el narrador pasa las noches observando a la estrella polar refulgir con luz extraordinaria. Cerca andan Casiopea, el Carro, Arturo y la Cabellera de Berenice. Pero es la estrella polar la que parpadea como un malsano ojo vigilante que pugna por transmitirle un mensaje extraño que ha olvidado. Sólo cuando está nublado puede dormir.
Una noche divisa una marmórea ciudad en la meseta de un collado entre dos picos. Sobre ella resplandece la estrella polar. Atisba luz y movimiento en sus calles. Es gente que habla una lengua que al narrador le resulta familiar. Despierta, pero el recuerdo permanece. Siente el ansia de caminar por sus calles, de hablar con sus habitantes.
Una noche se sorprende al verse con forma corpórea en la ciudad, llamada Olathoë, ubicada en la meseta de Sarkis, entre los picos Noton y Kadiphonek. Se encuentra en una gran plaza oyendo a su amigo Alos, quien habla a la concurrencia sobre los Inutos, demonios amarillos que están devastando los confines del reino de Lomar, por lo que Olathoë se halla amenazada.
Alos es el comandante del ejército de Sarkis. Exhorta a sus hombres a imitar a sus antepasados cuando al emigrar al sur de Zobna ante el avance de los hielos, apartaron valerosamente de su camino a los peludos y brazilargos caníbales Gnophekehs.
Alos no quiere que su amigo se aliste por tratarse de un ser enfermizo y débil. No obstante, al poseer el narrador los ojos más agudos de toda la ciudad, lo envía como centinela a la torre de Thapnen, donde deberá dar aviso si los Inutos aparecen por el pico Noton. Allá marcha el narrador, excitado por la misión que le ha sido encomendada. Pero, ya en la torre, ve resplandecer en lo alto la estrella polar, espiándolo como un demonio tentador, susurrándole malvados consejos, arrastrándole a una somnolencia traidora:

Duerme, vigía, hasta que las esferas
Veintiséis mil años
Hayan girado, y yo tornado
Al sitio donde ahora fulguro. 
Otras estrellas en su momento se alzarán
En el eje de los cielos; 
Astros que alivien y astros que bendigan
Con dulce olvido: 
Tan sólo al final de mi giro
El pasado vendrá a tocar a tu puerta.

Finalmente, el sueño le vence. Y aún sueña. Implora a las criaturas de ensueño que le rodean que le despierten, pues no podrá dar la alarma si los Inutos aparecen. Pero éstas se mofan de él como demonios. Angustiado, siente que ha fallado y traicionado a los habitantes de Olathoë. Las criaturas le escarnecen diciéndole que todo es un sueño, que Lomar no es sino hielo y nieve habitados por «esquimales». Que la torre no es sino su casa, desde cuya ventana norte ve la estrella polar, maligna y monstruosa, titilando en la negra bóveda como un malsano ojo vigilante que pugna por comunicarle un mensaje extraño que ha olvidado.